# Phalaenopsis mariae
Phalaenopsis mariae är en orkidéart som beskrevs av Burb.ex R.Warner och H.Williams. Phalaenopsis mariae ingår i släktet Phalaenopsis och familjen orkidéer. Inga underarter finns listade i Catalogue of Life.

## Bildgalleri

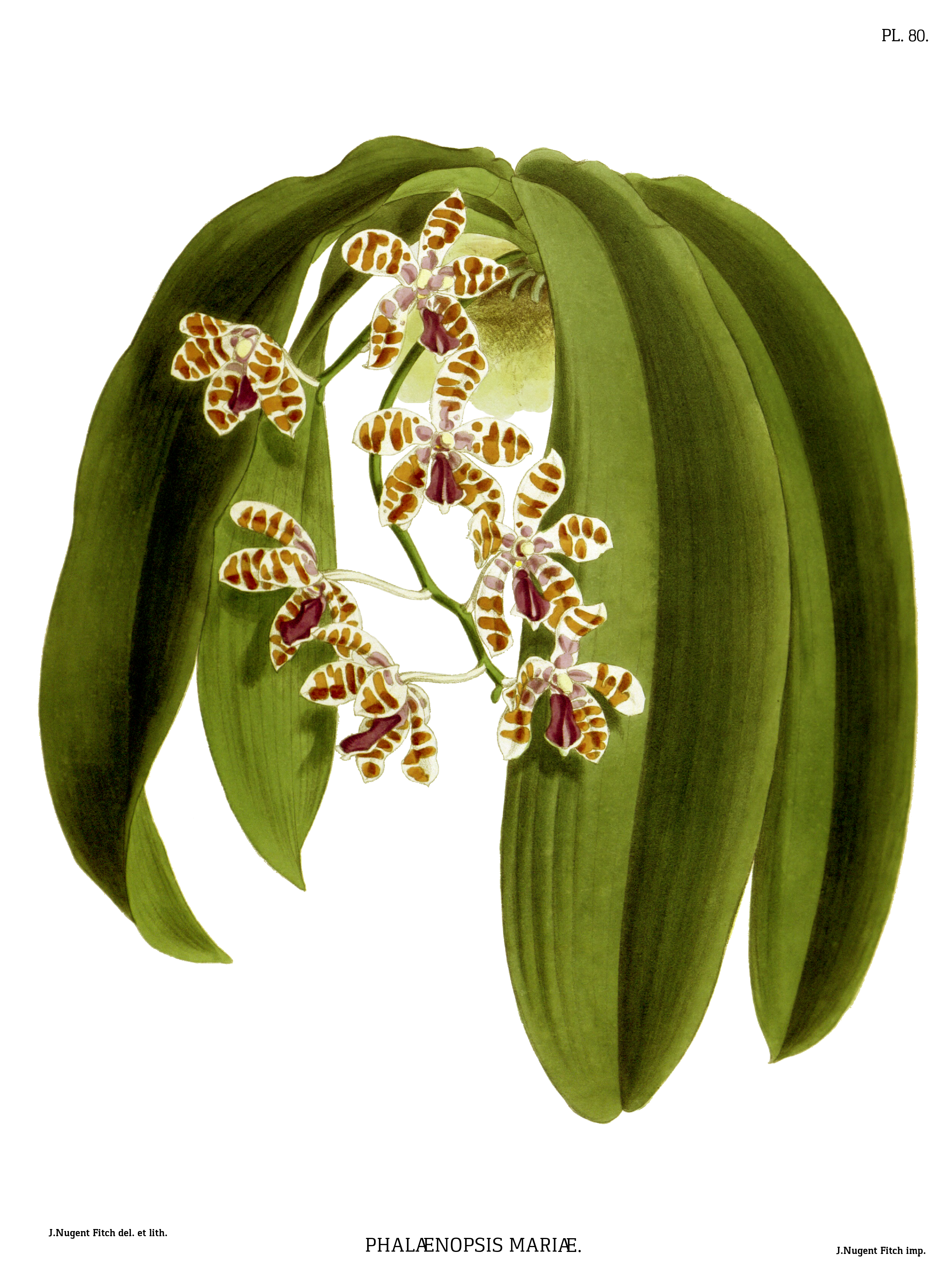
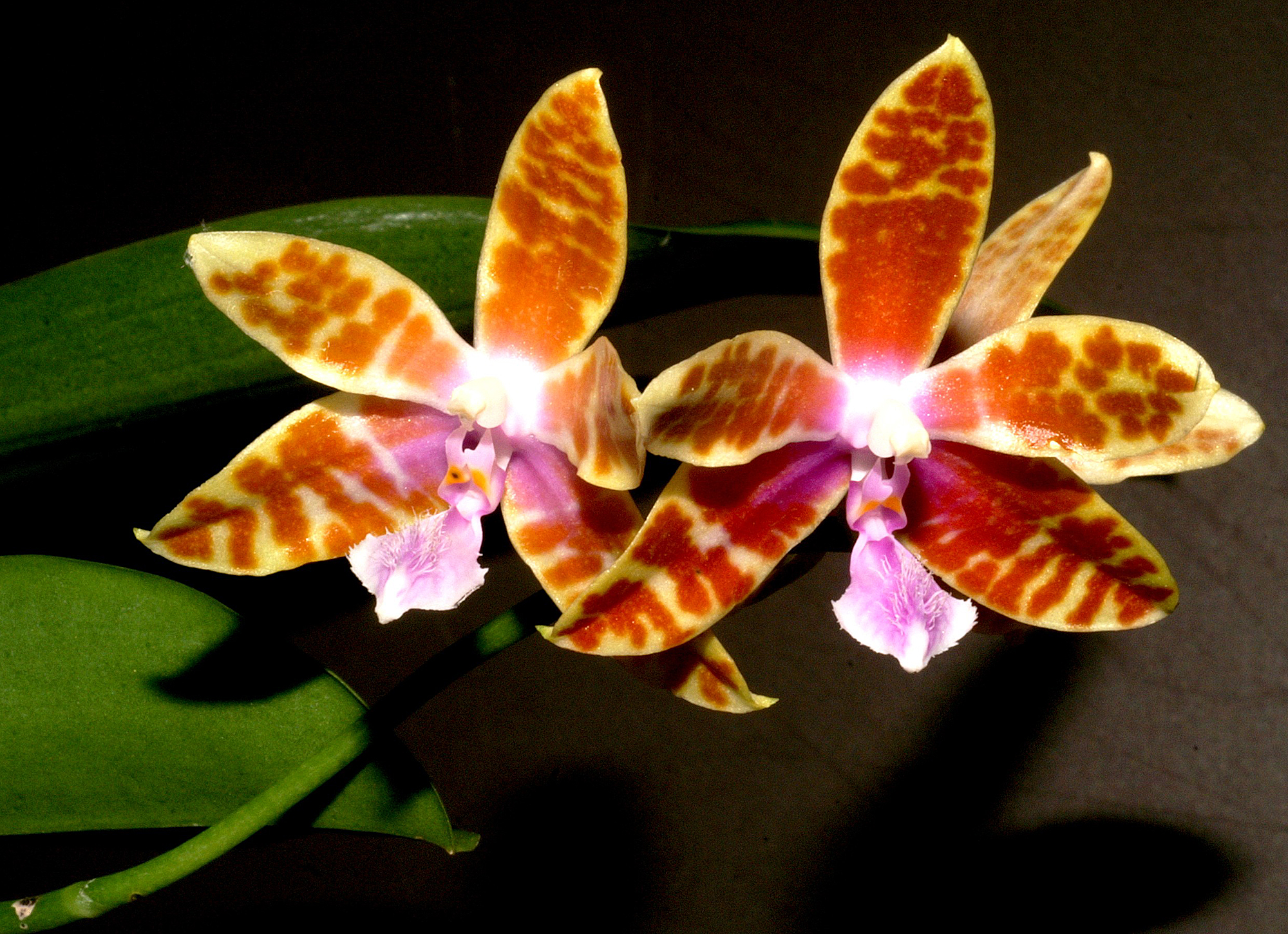
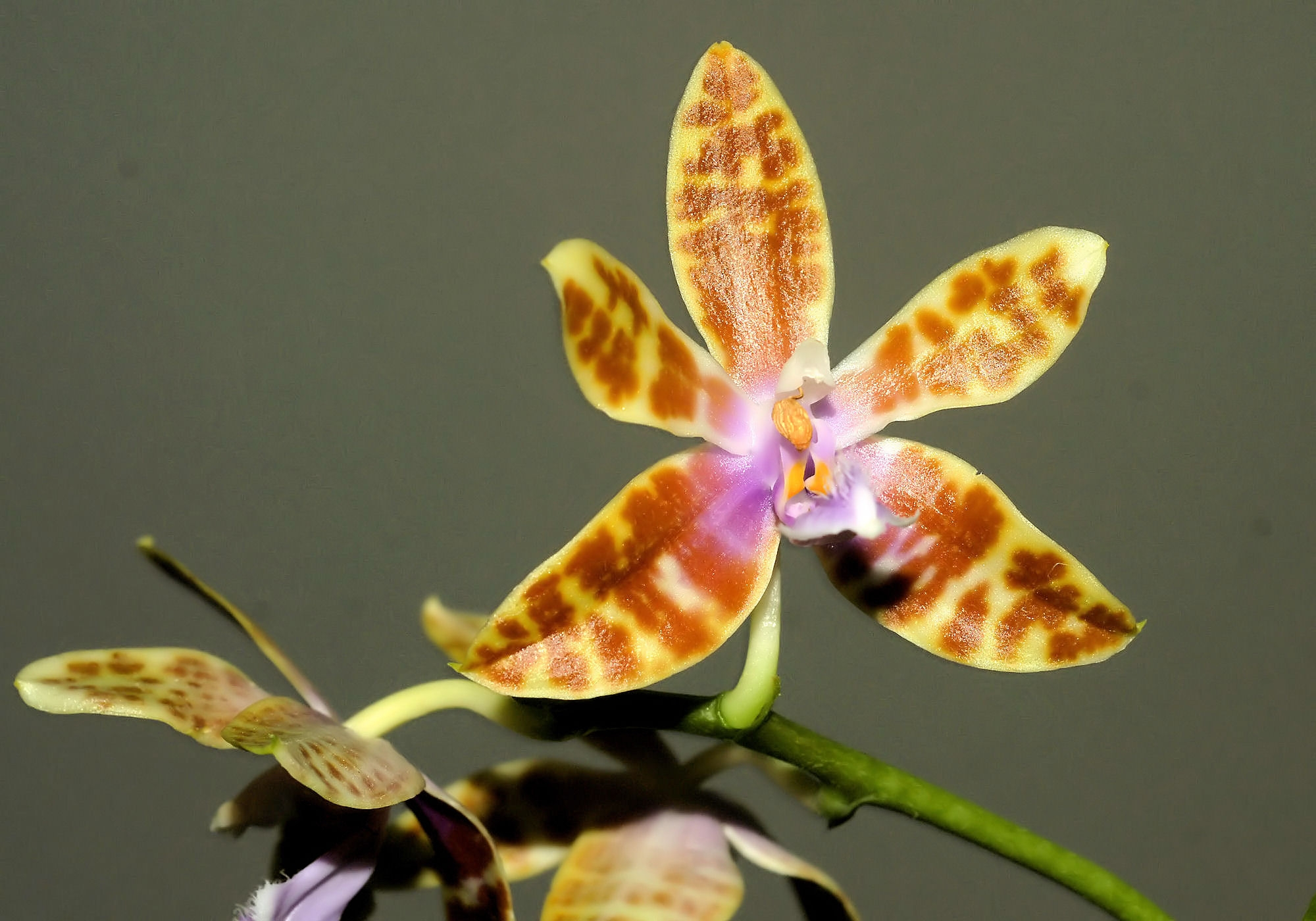
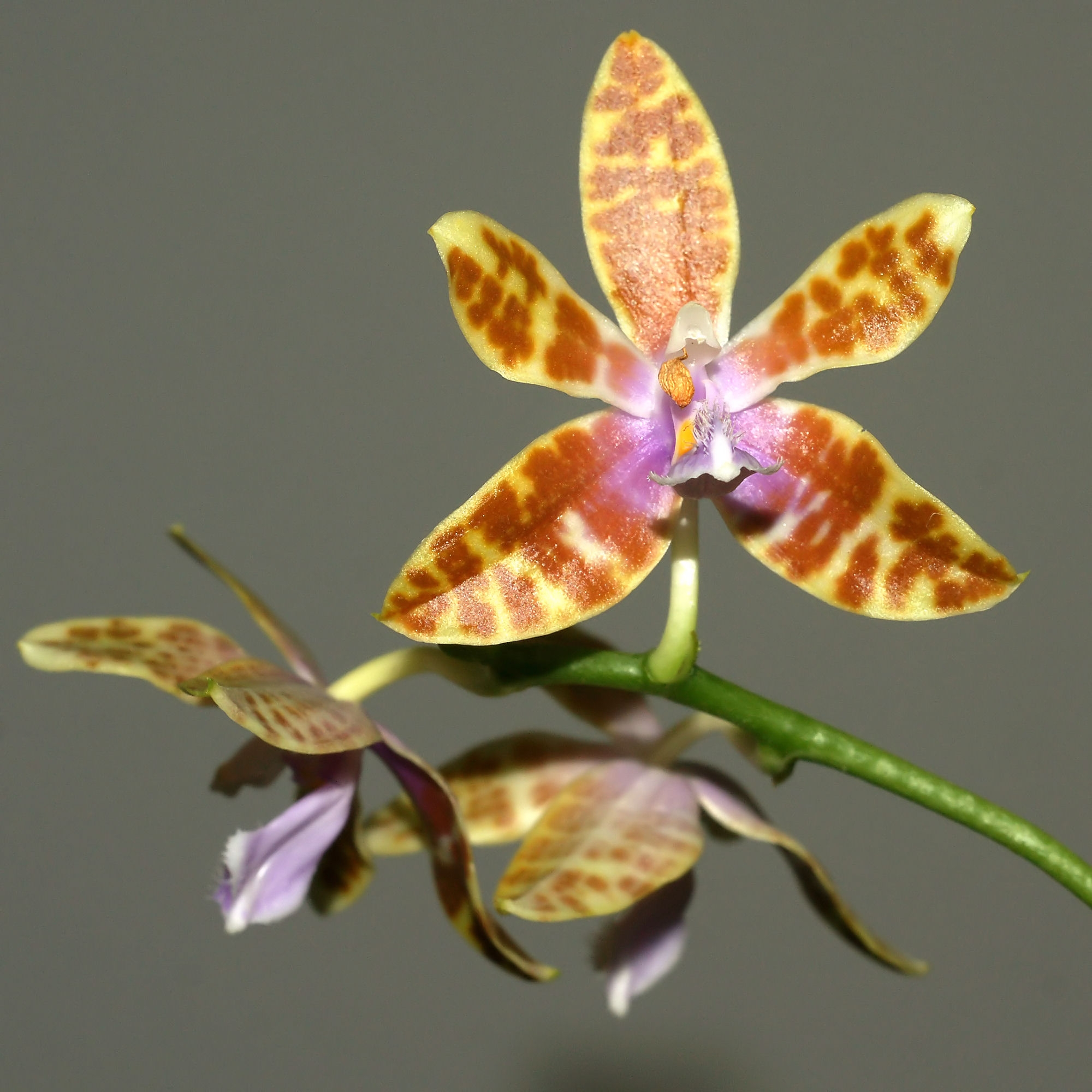
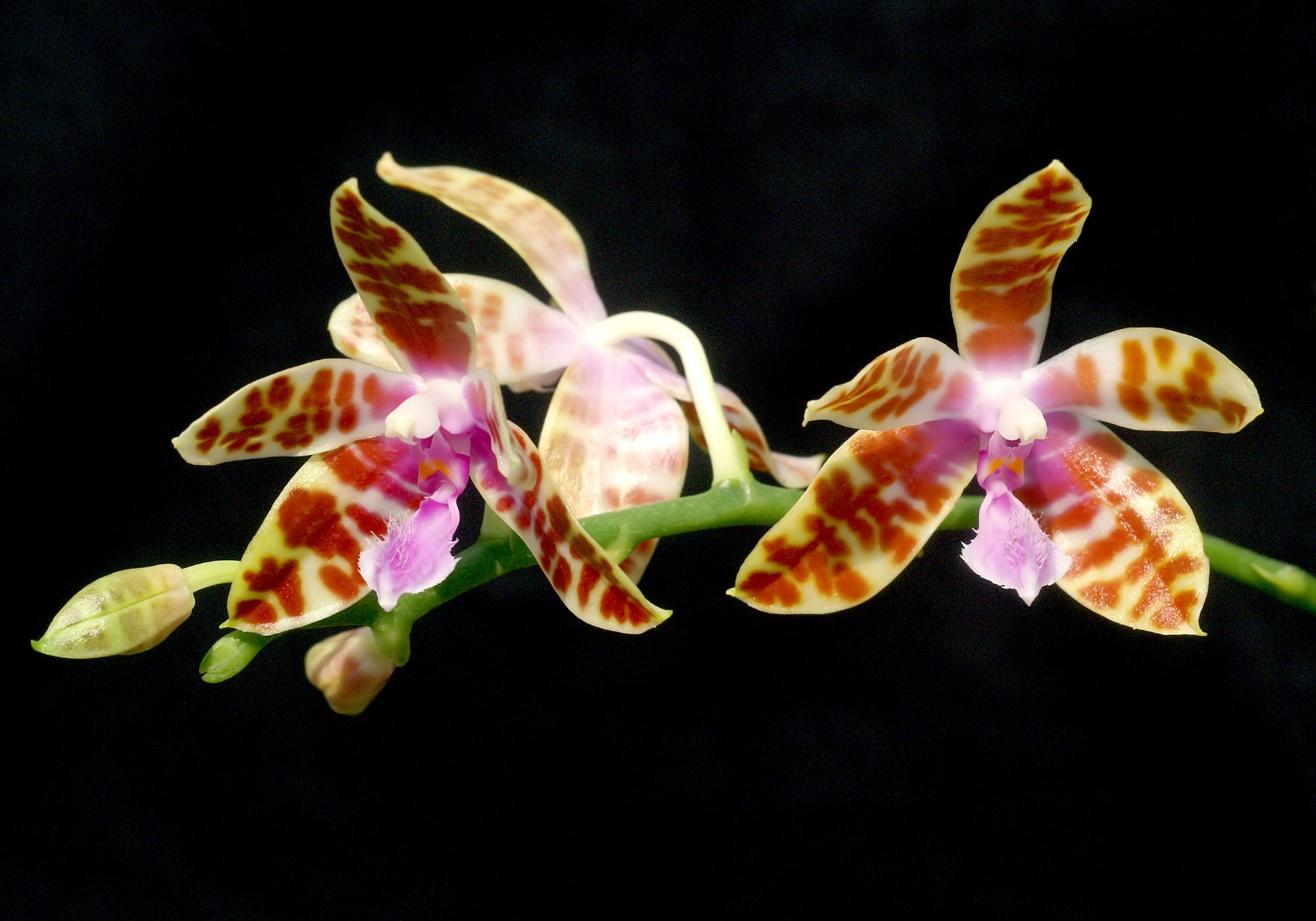
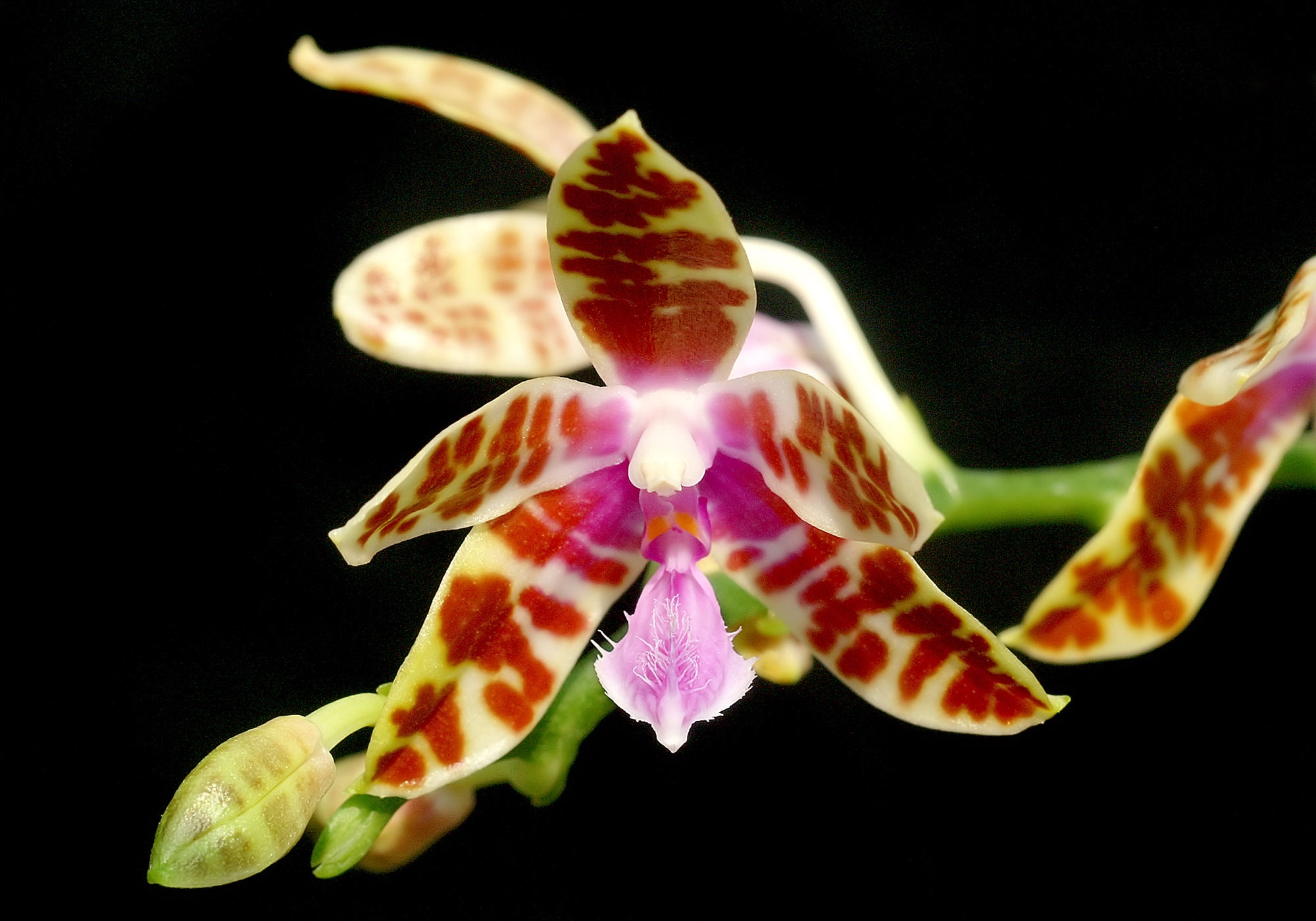